# COS-B
COS-B (akronim od Cosmic Ray Satellite – satelita promieni kosmicznych) – satelita naukowy. Ósma misja agencji CERS/ESRO, pierwszy satelita nowo utworzonej Europejskiej Agencji Kosmicznej, wraz z SAS-2 prowadził pierwsze dokładne obserwacje Wszechświata w promieniach gamma. COS-B miał na pokładzie jeden duży eksperyment: Gamma-Ray Telescope (teleskop promieni gamma), który był dokonaniem grupy europejskich laboratoriów naukowych, znanej jako Caravane Collaboration. Misja COS-B była pierwotnie zaplanowana na dwa lata. Jednak trwała pomyślnie przez 6 lat i 8 miesięcy. COS-B wykonał pierwszą kompletną mapę Galaktyki w promieniach gamma.

## Opis misji

Schematyczny przekrój przez teleskop promieni gamma

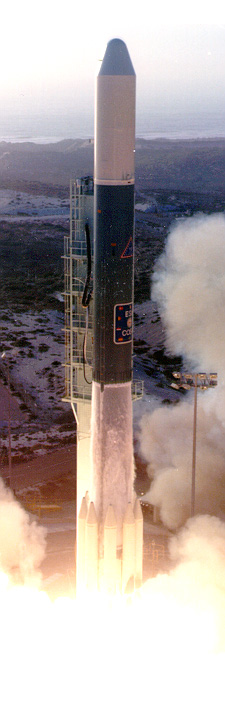
Start rakiety Delta 2913 z satelitą COS-B na pokładzie

COS-B został wystrzelony z kosmodromu Vandenberg 9 sierpnia 1975. Jego celem było szczegółowe badanie pozaziemskich źródeł promieniowania gamma o energii powyżej 30 MeV. COS-B wykonywał obserwacje punktowe i mógł zmieniać położenie zależnie od potrzeb. Czas obserwacji wynosił ok. 25 godzin podczas 37 godzinnej orbity. Około jedna czwarta czasu była poświęcona obserwacjom wyższych szerokości galaktycznych, w szczególności regionom zawierającym źródła pozagalaktyczne. Duża część równika galaktycznego była badana dokładniej poprzez parokrotne powtarzanie obserwacji. Koniec misji zbiegł się z wyczerpaniem paliwa. Starczyło go na więcej manewrów niż zakładano, dzięki bardzo starannym ich przemyśleniu. Blisko 50% sfery niebieskiej zostało przeanalizowane przez COS-B. Statek obracał się w tempie 10 obr./min.
COS-B niósł jeden duży eksperyment zaprojektowany i wdrożony przez grupę laboratoriów naukowych zwaną Caravane Collaboration. Teleskop promieniowania gamma (Gamma-Ray Telescope) pracował bez przeszkód przez całą misję. Jedyną komplikacją było sporadyczne złe funkcjonowanie komory iskrowej (i nieuchronne starzenie się gazu w tejże). Zjawisko to było minimalizowane przez system uzupełniania gazu umożliwiający opróżnienie i ponowne napełnienie komory iskrowej. Szybkość pogarszania się jakości gazu malała z czasem, co umożliwiało zwiększenie czasu między przepłukiwaniami z początkowego raz na 6 tygodni do 36 tygodni, pod koniec misji (listopad 1981 roku). Komora iskrowa pracowała w pełni sprawnie do końca misji.
System telemetrii statku korzystał z nadajnika (6,5 W; modulacje: PCM, PSK i PM; prędk. 160 lub 320 bps; częstotliwość 136,95 MHz). Łączność po stronie Ziemi zapewniała europejska sieć ESTRACK. Dane przesyłano z prędk. 160 kbps.
Statek zasilany był przez 9480 ogniw słonecznych o mocy początkowej 109 W (82 W po 2 latach), ładujących akumulatory o pojemności 6 Ah.
Pierwotnie czas trwania misji ustalono na dwa lata, jednak COS-B został ostatecznie wyłączony 25 kwietnia 1982, funkcjonując przez 6 lat i 8 miesięcy.

## Cele
- Obserwacja pulsarów gamma i układów podwójnych
- Wykonanie mapy Galaktyki w prom. gamma
- Szczegółowe obserwacje pulsara Geminga

## Ładunek
- Teleskop promieniowania gamma. Masa: 100 kg. Część detekcyjną stanowiła komora iskrowa oraz poprzedzający ją trzyczęściowy licznik scyntylacyjny. Detektory otaczał detektor antykoincydencyjny wykonany ze scyntylatora z masy plastycznej, przepuszczający tylko prom. gamma. Za układem scyntylatorów umieszczono kalorymetr, który absorbował cząsteczki wtórne wytwarzane przez przypadkowe fotony. Obszar czynny detektora osiągał wartość maksymalną ~50 cm² dla ~400 MeV. Zakres rejestrowanych energii wynosił od 30 MeV do 5 GeV.
- Licznik proporcjonalny 2 – 12 keV zamontowany u boku detektora prom. gamma, czuły na promieniowanie X. Detektor umożliwiał skorelowanie impulsowych emisji gamma z pulsującymi źródłami prom. X. Synchronizator impulsowy był również używany do monitorowania intensywności źródeł rentgenowskich.